# Villeneuve-d'Aval
Villeneuve-d'Aval é uma comuna francesa na região administrativa de Borgonha-Franco-Condado, no departamento de Jura. Estende-se por uma área de 3,99 km². Em 2010 a comuna tinha 89 habitantes (densidade: 22,3 hab./km²).